# Richard Schwarzlose
Richard Schwarzlose, né le 18 mars 1937 et mort en janvier 2003, est un journaliste, historien et universitaire américain.

## Biographie
Né à Chicago le 18 mars 1937, Richard Schwarzlose a étudié à l'Université de l'Illinois, où il a été diplômé d'un mastère en journalisme et un doctorat en communication. Il a travaillé ensuite comme reporter à The News-Gazette dans les années 1950 et 1960. 
Il a commencé sa carrière comme assistant professeur à l'Université de Purdue avant de rejoindre celle de Northwestern, au sein de l'école de journalisme de Medill, où il a consacré ses recherches à l'histoire des agences de presse et aux questions d'éthique du journalisme.